# До чего ж оно всё запоздало
«До чего ж оно всё запоздало» (англ. «How late it was, how late»), роман шотландского писателя Джеймса Келмана, вышедший в 1994 году. В нём он использует характерный стиль внутренних монологов от первого лица, с сохранением своеобразного сленга рабочих кругов и выходцев из Шотландии города Глазго.

## Сюжет
Утро, Сэмми просыпается на улице Глазго после двух дней пьянства и вступает в драку с двумя одетыми по-граждански полицейскими. Когда он приходит в сознание, то обнаруживает, что довольно сильно побит, а немного позже — что он полностью ослеп. Всю книгу мы следим за тем, как Сэмми привыкает к своему новому состоянию, и за трудностями, связанными с этим.
После освобождения Сэмми возвращается домой и понимает, что его подруга Элен пропала. Он догадывается, что она ушла из дома из-за того, что они поссорились ранее. Но не предпринимает никаких действий, чтобы найти её.
Какое-то время Сэмми очень трудно выполнять простейшие действия, из-за своей слепоты. Скоро Сэмми понимает, что ему нужно что-то, чтобы обозначить свою слепоту для других людей. Он распиливает швабру и с помощью своего соседа Боба красит её в белый цвет, позже покупает чёрные очки в аптеке.
В конце концов, Сэмми едет в Центральную Больницу, чтобы задокументировать свою слепоту. Там молодая женщина задаёт ему вопросы о его слепоте. Сэмми говорит, что его избили полицейские, но сразу же передумывает и пытается забрать свои слова обратно. Она говорит, что не может изъять его показания из записи, но он может пояснить их, если хочет. Это расстраивает Сэмми и он покидает больницу, не закончив освидетельствование.
Дома Сэмми решает успокоиться и принять ванну. Пока он лежит в ванне, Сэмми слышит, как кто-то вламывается в его квартиру. Он идёт на разведку, оказывается, что это полицейские, Сэмми арестовывают и увозят в участок. Они спрашивают о субботе, дне перед тем, как Сэмми ослеп, и о его собутыльнике Ноге. Сэмми мало что помнит о субботе, но вспоминает, что виделся со своими друзьями Билли и Тэмом. Больше он ничего не может вспомнить, его сажают в камеру.
Сэмми выпускают для того, чтобы он встретился с доктором. Он задаёт Сэмми серию вопросов о его зрении, а потом отказывается диагностировать, что Сэмми слеп. Когда Сэмми покидает офис доктора, за ним увязывается молодой человек, по имени Алли. Он всё знает про случай Сэмми и хочет представлять его дело. Алли — юрист.
Дома Сэмми становится скучно и он собирается поехать в бар Куинс, место работы Элен. Сэмми просит своего соседа Боба вызвать ему такси. Возле двери бара два охранника не дают Сэмми пройти, объясняя, что в баре идёт рекламная акция. Сэмми расстраивается из-за этого и спрашивает про Элен. Охранник говорит, что никто по имени «Элен» никогда не работал здесь. Расстроенный Сэмми идёт в свой любимый паб Глэнсиз и встречает своего друга Тэма. Он расстроен, что Сэмми назвал его имя полицейским и они рано утром устроили обыск в его доме, напугав его семью. Рассерженный, он отходит от Сэмми.
Позже Алли посылает к Сэмми его сына Питера, чтобы он сфотографировал побои, которые нанесли его отцу полицейские. Питер приезжает со своим другом Китом. Сэмми рассказывает Питеру, что хочет уехать в Англию. Питер предлагает Сэмми денег в помощь. Он отказывается брать деньги у сына, но тот настаивает, и Сэмми соглашается. Они встречаются недалеко у бара, и Питер отдаёт ему деньги. Сэмми садится в такси и уезжает.

## Персонажи

### Сэмми
Главный герой. Сэмми Сэмюелс: 38 лет, шотландец, родом из Глазго, из рабочего класса. Сэмми разговаривает и думает на диалекте рабочих из Глазго, с большим количеством сквернословия. Он был женат, женился сразу после своей первой отсидки. Но брак продлился недолго (из-за того, что Сэмми и его бывшая были очень молоды, а также из-за пьянства и гнева Сэмми), они успели завести сына Питера. После развода и ещё одного, более долгого срока в тюрьме, Сэмми переезжает к своей подруге Элен. Книга начинается с того, что мы видим просыпающегося после пьянки Сэмми. С самого начала мы видим склонность Сэмми к выпивке и что из-за своих импульсивных действий он не контролирует свою жизнь. Пьянка ведёт к тому, что Сэмми вырубается, а затем к тому, что когда он придёт в себя, Сэмми нападёт на двух полицейских, которые изобьют его, что приведёт к тому, что он очнётся в камере полностью ослепшим. Сэмми имеет импульсивный характер, он не задумывается над последствиями своих действий, поэтому ему трудно заводить долгие эмоциональные отношения, с кем бы то ни было (с женой он развёлся, Элен ушла от него, непонятные отношения с сыном). При чтении мы видим, что Сэмми ищет в себе способности отвечать за себя и за свои поступки. В конце, так и не ясно нашёл он их, или нет.

### Алли
Алли появляется в книге, когда Сэмми приходит в Центральную Больницу, чтобы задокументировать свою слепоту и оформить новое пособие по инвалидности. Алли — адвокат, но называет себя «поверенным» и предлагает свои услуги Сэмми. В первую очередь, подать иск на получение компенсации, за нанесение ему побоев полицейскими, повлёкшее слепоту у Сэмми. А также перерегистрация Сэмми, как инвалида по зрению, для получения им более крупного пособия. Алли пытается помочь Сэмми, сделать его жизнь проще, то что Сэмми не делает для себя или других. Алли не собирается брать с Сэмми денег, пока они не выиграют и не получат компенсацию для него, показывая как глубока его доброта. Алли женатый человек, с семьёй, о которой нужно заботиться, но это не мешает ему вникать в жизнь своих клиентов. Как личность, Алли очень добрый человек и много раз предлагал свою помощь Сэмми. Единственный раз, когда в этом можно усомниться, был когда сын Сэмми сказал ему, что Алли разговаривал с ним, как разговаривают полицейские. Алли является контрастом с эгоистичной личностью Сэмми, несмотря на то, что в конце книги, подозрения на его счёт возрастают.

### Питер
Несмотря на то, что Питер появляется на очень небольшое время, он является важной частью сюжета. Питер — подросток и сын Сэмми, который очень переживает за отца и пытается помочь ему. Любовь, которую проявляет Питер к отцу (хотя большую часть жизни он не видел Сэмми) является противоположностью к неспособности Сэмми поддерживать эмоциональную связь со своими близкими. Питер говорит, что хочет поехать с Сэмми в Англию, но отец не соглашается, так как Питер должен сначала окончить школу, а потом, если захочет, может приехать к нему. Питер сильно рискует, в конце книги, пытаясь помочь Сэмми.

## Символизм

### Слепота Сэмми
Сэмми теряет зрение и это главный символ книги. Слепота символизирует отсутствие взгляда у Сэмми на мир вокруг него. Из-за неспособности видеть, Сэмми не имеет понятия о событиях и взаимоотношениях, которые творятся в его сообществе. Также она показывает, насколько эгоистичный он человек, заботится только о себе. Сэмми не видит ничего и никого, поэтому становится параноиком и волнуется только о том, что происходит у него в голове. Из-за того, что он физически не может видеть свои поступки, Сэмми не может и мысленно понять последствия своих поступков.

### Англия
В конце книги Сэмми уезжает в Англию. Это символизирует его побег от: навязчивой выпивки, зависимости от табака, от своих друзей и семьи. Он уезжает, надеясь уйти от всех проблем, начать всё заново. Но это нельзя назвать хэппи-эндом, так как Келман выступает против классической конструкции: начало, середина и конец. Настаивая на том, что настоящие истории не такие простые. Хотя концовка вроде и обычная, но нельзя сказать, что у Сэмми переродившийся характер. Например, он не может оставить свою слепоту в Шотландии. Как говорилось выше, слепота символизирует его недостатки, как личности.

### Ругательства Сэмми
Непрерывающаяся ругань символизирует защиту от людей, окружающих Сэмми. Когда он ругается, это как выставление обороны против людей, с которыми идёт общение. Использование ругательств характеризует Сэмми, как очень невежественного, упрямого и погружённого в себя. Думающего только о себе. Его пьянство, грубость и неуважительное отношение к людям, делает Сэмми очень неприятным человеком.

## Букеровская премия
В 1994 году за роман «До чего ж оно всё запоздало» Джеймс Келман получает престижную Букеровскую премию. Судьи проявили невиданное свободомыслие, дав награду этой книге, в которой обильно встречается нецензурная лексика. Некоторые критики и обозреватели назвали факт присуждения награды «позором» и «литературным вандализмом».